# Pyrrhia tibetana
Pyrrhia tibetana är en fjärilsart som beskrevs av Moore 1878. Pyrrhia tibetana ingår i släktet Pyrrhia och familjen nattflyn. Inga underarter finns listade.